# Diocesi di Ardcarne
La diocesi di Ardcarne (in latino: Dioecesis Ardcarnensis) è una sede soppressa e sede titolare della Chiesa cattolica. Per la sede titolare, immutato il latino, si usa la grafia Árd Carna.

## Territorio
Sede vescovile era la città di Ardcarne, nell'odierna contea di Roscommon.

## Storia
Della sede monastica di Ardcarne si conosce solo un vescovo: san Beaidh, che morì nel 523.
In epoca imprecisata, ma prima del XII secolo, la diocesi fu soppressa e il suo territorio fu incorporato nella diocesi di Elphin.
Dal 1969 Ardcarne è annoverata tra le sedi vescovili titolari della Chiesa cattolica con il nome di Árd Carna; dal 15 marzo 2006 il vescovo titolare è Johannes Bündgens, già vescovo ausiliare di Aquisgrana.

## Cronotassi

### Vescovi
- San Beaidh † (? - 523 deceduto)

### Vescovi titolari
- Francis John Doyle, M.S.C. † (7 marzo 1970 - 4 novembre 1973 deceduto)
- Edward Bede Clancy † (25 ottobre 1973 - 24 novembre 1979 nominato arcivescovo di Canberra e Goulburn)
- Thomas Kevin O'Brien † (9 novembre 1981 - 27 dicembre 2004 deceduto)
- Johannes Bündgens, dal 15 marzo 2006